# Bob-Europameisterschaft 2013
Die Bob-Europameisterschaft 2013 wurde vom 18. bis zum 20. Januar 2013 auf der Bahn in Igls ausgetragen.

## Zweier-Bob Männer
Datum: 19. Januar 2013
| Platz | Bob                                                      | Lauf 1 Platz | Lauf 2 Platz | Gesamtzeit Rückstand |
| ----- | -------------------------------------------------------- | ------------ | ------------ | -------------------- |
| 1     | Schweiz – Bob SUI 1Beat Hefti Thomas Lamparter           | 52.38 1      | 52.66 1      | 1:45.04 ±0.00        |
| 2     | Deutschland – Bob GER 1Thomas Florschütz Kevin Kuske     | 52.41 2      | 52.73 3      | 1:45.14 +0.10        |
| 3     | Deutschland – Bob GER 2Francesco Friedrich Jannis Bäcker | 52.44 3      | 52.72 2      | 1:45.16 +0.12        |
| 4     | Lettland – Bob LAT 1Oskars Melbārdis Daumants Dreiškens  | 52.57 4      | 52.84 4      | 1:45.41 +0.37        |
| 5     | Russland – Bob RUS 1Alexander Subkow Dmitri Trunenkow    | 52.63 1      | 53.07 1      | 1:45.70 +0.66        |
| 6     | Italien – Bob ITA 1Simone Bertazzo Francesco Costa       | 52.74 6      | 53.36 13     | 1:46.10 +1.06        |

## Vierer-Bob Männer
Datum: 20. Januar 2013
| Platz | Bob                                                                                       | Lauf 1 Platz | Lauf 2 Platz | Gesamtzeit Rückstand |
| ----- | ----------------------------------------------------------------------------------------- | ------------ | ------------ | -------------------- |
| 1     | Deutschland – Bob GER 1 Maximilian Arndt Marko Hübenbecker Alexander Rödiger Martin Putze | 51.70 1      | 51.63 1      | 1:43.33 ±0.00        |
| 2     | Schweiz – Bob SUI 1 Beat Hefti Alexander Baumann Thomas Lamparter Jürg Egger              | 51.80 3      | 51.69 2      | 1:43.49 +0.16        |
| 3     | Deutschland – Bob GER 2 Thomas Florschütz Andreas Bredau Kevin Kuske Thomas Blaschek      | 51.71 2      | 51.80 5      | 1:43.51 +0.18        |
| 4     | Russland – Bob RUS 1 Alexander Subkow Alexei Negodailo Dmitri Trunenkow Maxim Mokroussow  | 51.87 5      | 51.79 4      | 1:43.66 +0.33        |
| 5     | Lettland – Bob LAT 1 Oskars Melbārdis Daumants Dreiškens Arvis Vilkaste Intars Dambis     | 52.11 8      | 51.72 3      | 1:43.83 +0.50        |
| 6     | Deutschland – Bob GER 3 Manuel Machata Jannis Bäcker Jan Speer Christian Poser            | 51.85 4      | 52.04 9      | 1:43.89 +0.56        |
| 6     | Großbritannien – Bob GBR 1 John Jackson Stuart Benson Bruce Tasker Joel Fearon            | 52.00 6      | 51.89 7      | 1:43.89 +0.56        |

## Zweier-Bob Frauen
Datum: 18. Januar 2013
| Platz | Bob                                                        | Lauf 1 Platz | Lauf 2 Platz | Gesamtzeit Rückstand |
| ----- | ---------------------------------------------------------- | ------------ | ------------ | -------------------- |
| 1     | Deutschland – Bob GER 1 Sandra Kiriasis Franziska Bertels  | 54.28 1      | 54.37 1      | 1:48.65 +0.00        |
| 2     | Deutschland – Bob GER 3 Anja Schneiderheinze Lisette Thöne | 54.36 2      | 54.50 2      | 1:48.86 +0.21        |
| 3     | Deutschland – Bob GER 2 Cathleen Martini Janine Tischer    | 54.48 3      | 54.79 3      | 1:49.27 +0.62        |
| 4     | Großbritannien – Bob GBR 1 Paula Walker Gillian Cooke      | 54.55 4      | 54.82 4      | 1:49.37 +0.72        |
| 5     | Niederlande – Bob NED 1 Esmé Kamphuis Judith Vis           | 54.64 5      | 54.82 4      | 1:49.46 +0.81        |
| 6     | Österreich – Bob AUT 1 Christina Hengster Inga Versen      | 54.75 6      | 54.83 6      | 1:49.58 +0.93        |

## Medaillenspiegel
| Platz | Nation      | Gold | Silber | Bronze |
| ----- | ----------- | ---- | ------ | ------ |
| 1     | Deutschland | 2    | 2      | 3      |
| 2     | Schweiz     | 1    | 1      | 0      |